# 대한민국 민법 제208조
대한민국 민법 제208조는 권리의 적법의 추정에 대한 민법 물권법 점유권상 조문이다. 본조는 일반적으로 점유의 소와 본권의 소의 상호독립성을 규정한 것으로, 점유권을 본권과 별개로 보호한다는 것을 선언하고 있다

## 조문
제208조(점유의 소와 본권의 소와의 관계) ① 점유권에 기인한 소와 본권에 기인한 소는 서로 영향을 미치지 아니한다.
②점유권에 기인한 소는 본권에 관한 이유로 재판하지 못한다.

第208條(占有의 訴와 本權의 訴와의 關係) ① 占有權에 基因한 訴와 本權에 基因한 訴는 서로 影響을 미치지 아니한다.
②占有權에 基因한 訴는 本權에 關한 理由로 裁判하지 못한다.

## 해설
점유권에 근거한 소송과 본권에 근거한 소송이 독립적으로 다뤄짐을 뜻한다.

## 참고 문헌
- 오현수, 일본민법, 진원사, 2014. ISBN 978-89-6346-345-2
- 오세경, 대법전, 법전출판사 , 2014 ISBN 978-89-262-1027-7
- 이준현 , LOGOS 민법 조문판례집, 미래가치, 2015. ISBN 979-1-155-02086-9

## 같이 보기
- 점유권
- 대한민국 민법 제204조
- 대한민국 민법 제205조
- 대한민국 민법 제206조